# Erda, Utah
Erda, Utah (енгл. Erda) насељено је место без административног статуса у америчкој савезној држави Јута.

## Демографија
По попису из 2010. године број становника је 4.642, што је 2.169 (87,7%) становника више него 2000. године.
| Група             | 2000.         | 2010.         |
| Белци             | 2.320 (93,8%) | 4.114 (88,6%) |
| Афроамериканци    | 7 (0,3%)      | 32 (0,7%)     |
| Азијати           | 8 (0,3%)      | 40 (0,9%)     |
| Хиспаноамериканци | 105 (4,2%)    | 357 (7,7%)    |
| Укупно            | 2.473         | 4.642         |